# Jan Kauder
Jan Joachim Wolfgang Kauder (ur. 16 lutego 1931 w Lipsku, zm. 29 maja 1990 w Bytomiu) – polski piłkarz, pomocnik.
Był ligowym piłkarzem Polonii Bytom. W jej barwach w 1954 został mistrzem Polski, później grał w Pogoni Szczecin. W reprezentacji Polski wystąpił tylko raz, w rozegranym 29 listopada 1953 spotkaniu z Albanią, które Polska przegrała 0:2.